# Antillia
Antillia R.M.King & H.Rob.1971é um género botânico pertencente à família Asteraceae.

## Espécies
Apresenta uma única espécie:
- Antillia brachychaeta B.L. Robinson) R.M. King & H.E. Robinson